# Survival of the Fastest
Survival of the Fastest è l'album di debutto della thrash metal band irlandese, Gama Bomb.

## Tracce
1. Zombie Creeping Flesh - 2:42
2. Steel Teeth (The Metal Jaw) - 2:46
3. Zombie Kommand - 2:50
4. Atomizer - 3:13
5. Fortified Zone - 2:15
6. Racists! - 3:33
7. Scientists? - 2:39
8. Hell Trucker - 2:49
9. Nuke The Skeets - 0:14
10. Skellington Crew - 3:06
11. Bullet Belt - 3:50
12. The Survival Option (Bonus Track) - 2:11
13. M.A.D. (Bonus Track) - 2:34

## Formazione
- Philly Byrne - voce
- Joe McGuigan - basso
- Luke Graham - chitarra
- Domo Dixon - chitarra
- Paul Caffrey - batteria